# Aeroportul Kaolack
Aeroportul Kaolack (IATA: KLC, ICAO: GOOK) este un aeroport din Kaolack, Kaolack⁠(d), Regiunea Kaolack, Senegal ce deservește zona Kaolack. A fost deschis în 1927 și numit după zona deservită.
Situat la o altitudine de 8 m, aeroportul dispune de 1 pistă.

## Infrastructură

### Piste
Aeroportul dispune de o singură pistă. Pista 06/24 are suprafața de Bitum. 